# High Fidelity (film)
High Fidelity är en amerikansk film från 2000 i regi av Stephen Frears. Filmen är en filmatisering av Nick Hornbys roman High Fidelity. Handlingen i filmen är dock förflyttad från London till Chicago.

## Handling
Rob Gordon (John Cusack) driver en skivaffär i Chicago, där han jobbar tillsammans med Barry (Jack Black) och Dick (Todd Louiso). När hans flickvän Laura (Iben Hjejle) gör slut börjar han fundera på varför hon, eller någon av hans tidigare flickvänner, egentligen gjorde slut och bestämmer sig för att söka upp dem.

## Rollista
| John Cusack            | – Rob Gordon        |
| Iben Hjejle            | – Laura             |
| Todd Louiso            | – Dick              |
| Jack Black             | – Barry             |
| Lisa Bonet             | – Marie De Salle    |
| Catherine Zeta-Jones   | – Charlie Nicholson |
| Joan Cusack            | – Liz               |
| Tim Robbins            | – Ian "Ray" Raymond |
| Chris Rehmann          | – Vince             |
| Ben Carr               | – Justin            |
| Lili Taylor            | – Sarah Kendrew     |
| Joelle Carter          | – Penny Hardwick    |
| Natasha Gregson Wagner | – Caroline Fortis   |